# Dogi Venezia
I Dogi Venezia sono stati una squadra di football americano di Venezia. Hanno vinto il campionato AFP-IFL 1998.

## Dettaglio stagioni

### Tornei nazionali

#### Campionato

##### AFP-IFL
Questi tornei svolti durante un periodo di scissione federale - pur essendo del massimo livello della loro federazione - non sono considerati ufficiali.
| Stagione | regular season | regular season | regular season | regular season | regular season | regular season | playoff | playoff | playoff | playoff | playoff | playoff    | playoff                                |
|          | Vin            | Par            | Per            | Tot            | PF             | PS             | Vin     | Per     | Tot     | PF      | PS      | risultato  | avversaria                             |
| -------- | -------------- | -------------- | -------------- | -------------- | -------------- | -------------- | ------- | ------- | ------- | ------- | ------- | ---------- | -------------------------------------- |
| 1997-98  | 3              | 0              | 1              | 4              | 124            | 98             | 2       | 0       | 2       | 86      | 69      | Campioni   | New Saint George's Knights Novi Ligure |
| 1998     | 4              | 0              | 1              | 5              | 135            | 103            | 0       | 1       | 1       | 30      | 69      | Semifinale | Draghi Udine                           |
| Totale   | 7              | 0              | 2              | 9              | 259            | 201            | 2       | 1       | 3       | 116     | 138     |            |                                        |

Fonte: Enciclopedia del Football - A cura di Roberto Mezzetti

#### Coppa Italia
| Stagione | regular season | regular season | regular season | regular season | regular season | regular season | playoff | playoff | playoff | playoff | playoff | playoff    | playoff          |
|          | Vin            | Par            | Per            | Tot            | PF             | PS             | Vin     | Per     | Tot     | PF      | PS      | risultato  | avversaria       |
| -------- | -------------- | -------------- | -------------- | -------------- | -------------- | -------------- | ------- | ------- | ------- | ------- | ------- | ---------- | ---------------- |
| 1999     | 2              | 0              | 1              | 5              | 47             | 40             | 0       | 1       | 1       | 6       | 26      | Semifinale | Skorpions Varese |
| Totale   | 2              | 0              | 1              | 5              | 47             | 40             | 0       | 1       | 1       | 6       | 26      |            |                  |

Fonte: Enciclopedia del Football - A cura di Roberto Mezzetti

### Riepilogo fasi finali disputate
| Anno | Luogo   | Evento    | Fase del torneo | Incontro                                              | Risultato |
| 1998 | Brescia | AFP-IFL   | Finale          | Dogi Venezia - New Saint George's Knights Novi Ligure | 54 - 51   |
| 1998 | Venezia | IFL       | Semifinale      | Dogi Venezia - Draghi Udine                           | 30 - 69   |
| 1999 |         | Italy Cup | Semifinale      | Skorpions Varese - Dogi Venezia                       | 26 - 6    |

## Palmarès
- 1 Titolo AFP-IFL (1997-98)